# Kristina Perica
Kristina Perica, född 5 november 1979, är en friidrottare från Kroatien. Hon deltog vid olympiska sommarspelen 2000.